# Замараева, Светлана Николаевна
Светла́на Никола́евна Замара́ева (12 июля 1965) — советская и российская драматическая актриса, народная артистка Российской Федерации (2014).

## Биография
Родилась 12 июля 1965 года. В 1986 году окончила Свердловский театральный институт (курс народного артиста РСФСР В. И. Марченко) и была принята в Свердловский театр юного зрителя. Одним из первых серьёзных успехов Замараевой стала главная роль в спектакле «Алиса в Зазеркалье» (в 1991 году режиссёр спектакля А. А. Праудин был удостоен Государственной премии РСФСР).
Замараева играет в основном роли в спектаклях «взрослого» репертуара театра, выступает с поэтическими вечерами. Её актёрскую манеру отличают психологическая глубина, высокое техническое мастерство, точность пластического рисунка роли.

Замараева универсальна, она всегда разная. То, что она делала в предыдущих спектаклях, не прочитывается в следующих. Мне даже интересно — когда этот поток иссякнет? Но он кажется неисчерпаемым, и в этом ее тайна.
— Анатолий Праудин, «Петербургский театральный журнал», 2000
С ролью Шурочки в «Ля бемоль» актриса была в числе номинантов на Национальную театральную премию «Золотая маска» в 1997 году. Лауреатом «Золотой маски» стала в 2012 году за Кручинину. Входила в состав жюри «Золотой маски» в 2005 и 2013 годах.
В 2014 году выступила как автор инсценировки и режиссёр, показав на только открывшейся Малой сцене ТЮЗа «Житейское море» с участием музыкального коллектива Виталия Владимирова. Осенью 2015 года авторская программа была представлена на Международном театральном фестивале «Камерата» в Челябинске.

## Роли в театре

### Екатеринбургский ТЮЗ
- «Утиная охота» А. Вампилова — Ирина
- «Иуда Искариот» Л. Андреева — Мария Магдалена
- «Алиса в Зазеркалье» Л. Кэрролла — Алиса
- «Человек рассеянный» С. Маршака — Прекрасная Дама
- «Чайка» А. Чехова — Нина Заречная
- «Миледи» Ю. Волкова — Миледи
- «Ля бемоль» Н. Скороход — Шурочка
- «Дневник Анны К.» Н. Скороход — Анна Каренина
 (премия фестиваля «Браво!»)
- «Житие и страдание преподобной мученицы Февронии» М. Бартенева — Феврония (премия губернатора Свердловской области  и приз Международного театрального фестиваля «Радуга» в Санкт-Петербурге)
- «Эвита» Копи — Эвита Перон
 (приз на Международном театральном фестивале «Камерата»)
- «Укрощение строптивой» У. Шекспира — Катарина
 (премия фестиваля «Браво!»)
- «Трактирщица» К. Гольдони — Мирандолина
- «Без вины виноватые» А. Островского — Кручинина
 (премии на фестивалях «Золотая маска», «Браво!», «Ново-Сибирский транзит»)
- «Вишнёвый сад» А. Чехова — Раневская
- «Сказки голубой феи» С. Замараевой — Голубая фея

### Камерный театр Музея писателей Урала
- «Варшавская мелодия» Л. Зорина — Геля
- «Пигмалион» Б. Шоу — Элиза Дулиттл
- «Миллионерша» Б. Шоу — Эпифания Онизанти

## Фильмография
- 1992 — Сон смешного человека (мультфильм) (режиссёр Александр Петров) — озвучивание
- 2004 — К вам пришёл ангел (режиссёр Николай Глинский) — Виллия
- 2006 — Похищение воробья (режиссёр Алексей Федорченко)

## Признание и награды
- Заслуженная артистка России — 1999
- Приз «За лучшую женскую роль» на Международном театральном фестивале «Радуга» в Санкт-Петербурге — за Февронию в «Житие и страдание преподобной мученицы Февронии» — 2001
- Премии областных фестивалей «Браво!» — 2001, «Браво!» — 2006, «Браво!» — 2012[8] (г. Екатеринбург)
- Приз «За лучшую женскую роль» на Международном театральном фестивале «Камерата» в Челябинске — за Эву Перон в «Эвите» — 2004
- Национальная театральная премия «Золотая маска» — за Кручинину в «Без вины виноватые» — 2012
- «Лучшая женская роль» за исполнение Кручининой в спектакле «Без вины виноватые» на фестивале «Ново-Сибирский транзит»[9] — 2012
- Народная артистка России — 2014